# Henning Lehmann
Henning Jensen Lehmann (født 25. juni 1933 i Gårslev Sogn) er en dansk teolog og professor emeritus.
Lehmann er søn af husmand Niels Jensen (død 1957) og hustru Else Kathrine f. Lehmann (død 1975). Han er uddannet cand.theol i 1960 og blev 1975 dr.phil. på en afhandling om oldkirkelige prædikener fra det 4. og 5. århundrede.
Lehmann var dekan for Det Teologiske Fakultet (Aarhus Universitet) 1971-74 og 1980-83. 1983-2002 var han rektor for Aarhus Universitet.
Fra 2002 var han professor emeritus i østkirkelige studier ved Det Teologiske Fakultet, som siden 2011 indgår i Aarhus Universitets Institut for Kultur og Samfund.

## Ordner og medaljer
1. januar 2002 blev Lehmann Kommandør af Dannebrog.
25. juni 2013 fejrede Henning Lehmann sin 80 års fødselsdag ved at holde en offentlig forelæsning, baseret på hans artikel om de 19 bøger, der indgår i Det kongelige Biblioteks samling af armenske bøger fra 1500-tallet til 1700-tallet og var udstillet i Den Sorte Diamant i 2012.
 Armeniens ambassadør i Danmark var til stede ved forelæsningen og overrakte Henning Lehmann Movses Khorenatsi medaljen, der tildeles for "betydelige kreative bidrag indenfor armensk kultur, kunst, litteratur, uddannelse og humaniora".